# روز عضوگیری (فیلم ۲۰۱۴)
روز عضوگیری(به انگلیسی: Draft Day) یک فیلم درام، ورزشی محصول سال ۲۰۱۴ آمریکا به کارگردانی ایوان ریتمن و با بازی کوین کاستنر است.